# 限制性股票
限制性股票，又稱信函股票（letter stock，又譯非註冊股票）、受限證券（restricted securities），是一種公司股票，需要完成某種條件之後，才會完全移轉。在完成某種條件之後，這些股票會移轉到某個個人的帳戶之中，作為獎賞之一。
雇主承諾給與員工某個固定額度的限制性股票，員工在工作一定時間後，就會轉移到他的戶頭。這種薪資給付方式，稱為限制性股票單位（Restricted stock units，縮寫為 RSUs）。限制性股票單位可能混合了實質股票或是股票選擇權。